# Willis Lee
Willis Augustus Lee Jr., detto Ching (Natlee, 11 maggio 1888 – Maine, 25 agosto 1945), è stato un ammiraglio e tiratore a segno statunitense.

## Biografia
Ha combattuto per la United States Navy durante la seconda guerra mondiale. Suo è stato il comando delle navi americane durante la seconda notte della battaglia navale di Guadalcanal (tra il 14 ed il 15 novembre 1942) e riuscì a bloccare il tentativo delle forze giapponesi di raggiungere l'isola. La vittoria portò alla rinuncia da parte nipponica della possibilità di rinforzare le loro truppe a Guadalcanal, e ciò fu fondamentale per l'esito della Campagna di Guadalcanal e dell'intera guerra del Pacifico.
Lee è stato anche un abile tiratore, e si aggiudicò 7 medaglie olimpiche durante i Giochi del 1920 in coppia con Lloyd Spooner, stabilendo un record battuto soltanto 60 anni dopo da Aleksandr Ditjatin.

### La vita prima della guerra
Willis Lee nacque in campagna nella cittadina di Natlee nella Contea di Owen, nel Kentucky, l'11 maggio 1888. Nel 1904 entrò all'Accademia navale di Annapolis, dove, a causa del cognome all'apparenza cinese, si guadagnò il soprannome di "Ching" Lee. Era membro della famiglia Lee e imparentato col famoso generale confederato Robert E. Lee.
Dopo il diploma, Lee si unì al team di tiratori dell'accademia per 2 volte. Fu poi assegnato alla USS Idaho dall'ottobre 1908 al maggio 1909, quando fece ritorno in accademia e rientrò nel team sportivo della scuola. Dal novembre 1909 al maggio 1910, servì sulla USS New Orleans, poi fu trasferito alla USS Helena. Non appena ritornato negli Stati Uniti, si dedicò ancora una volta al suo talento sportivo. Nel luglio 1913, risalì sulla Idaho, e più tardi sulla USS New Hampshire per supportare l'occupazione di Veracruz.
Nel corso della prima guerra mondiale poi, servì sui cacciatorpediniere USS O'Brien e USS Lea.

### I Giochi olimpici del 1920
Lee riuscì ad aggiudicarsi 5 medaglie d'oro una d'argento e due di bronzo ai Giochi olimpici di Anversa. Prese parte a 14 eventi, ma tutte le sue medaglie le conquistò in gare a squadre. Per i vari eventi i suoi compagni sono stati Dennis Fenton, Larry Nuesslein, Arthur Rothrock, Oliver Schriver, Morris Fisher, Carl Osburn, Lloyd Spooner, e Joseph Jackson.
Lee e Spooner conclusero entrambi i Giochi con 7 medaglie vinte, e per allora stabilirono un record che fu prima eguagliato da Boris Šachlin nel 1960 e dal celebre Mark Spitz (che però ottenne 7 ori) nel 1972, ed infine battuto da Aleksandr Ditjatin nel 1980.

### Tra le guerre

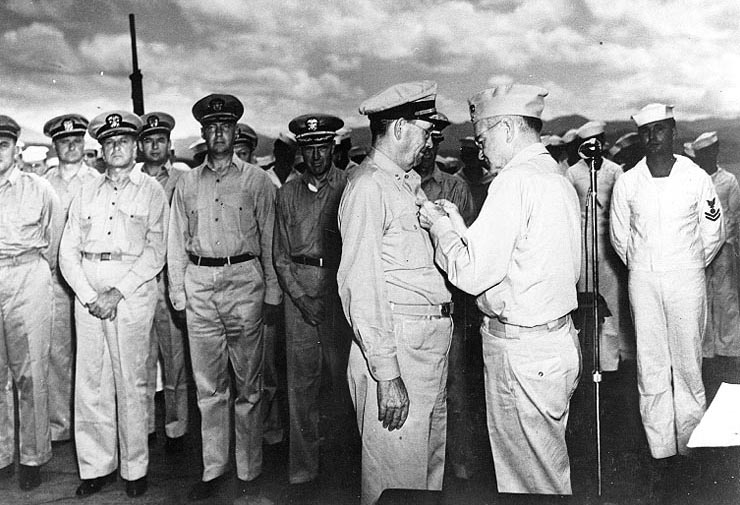
Nel gennaio 1943, Bull Halsey conferisce a Willis Lee la Navy Cross per le azioni nel corso della battaglia navale di Guadalcanal.

Lee frequentò il Naval War College di Newport (Rhode Island) nei tardi anni '20, e fu promosso capitano nel 1936
Negli anni '30 e '40, fu molte volte assegnato alla Fleet Training Division, comandò l'incrociatore leggero Concord (CL-10), e fece parte degli staff di comando di squadre, incrociatori ed anche Battle Forces. Verso la fine del 1942, in seguito alla promozione a contrammiraglio, divenne assistente capo all'interno dello Stato Maggiore della marina americana.

### L'inizio della seconda guerra mondiale
Nell'agosto del 1942, il contrammiraglio Lee fu inviato nel Pacifico per comandare la sesta divisione corazzate, composta dalla USS Washington e dalla USS South Dakota.

#### Lo scontro di Guadalcanal

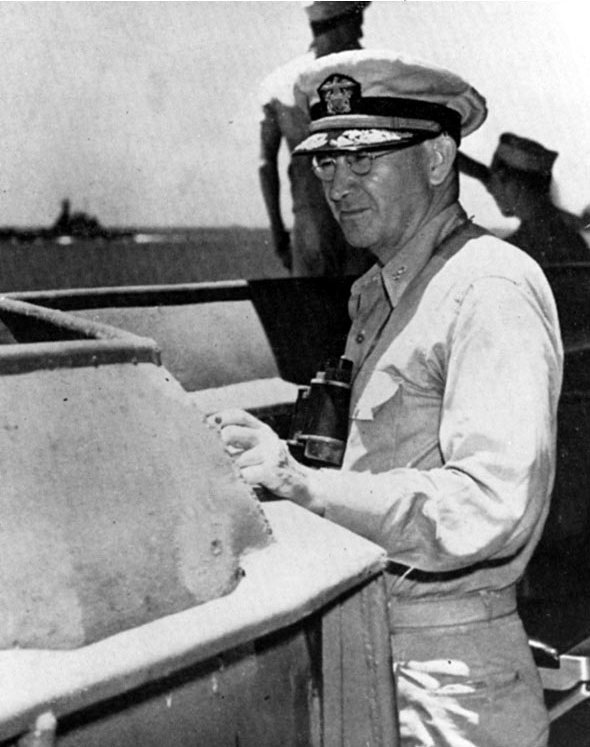
Il contrammiraglio Lee a bordo della Washington.

Al comando della Washington (BB-56), Lee affrontò i Giapponesi nella battaglia navale di Guadalcanal la notte tra il 14 ed il 15 novembre 1942.
Il comandante Lee, che "conosceva i radar meglio dei tecnici", sfruttò a dovere le apparecchiature di tipo SG a bordo per orientarsi nell'oscurità.
(Richard Frank, Guadalcanal: The Definitive Account of the Landmark Battle)
Per i suoi meriti in battaglia, Lee è stato insignito di una Navy Cross.

#### Dopo Guadalcanal
Lee fu promosso vice ammiraglio nel 1944 e posto alla guida del gruppo di navi da battaglia veloci, demandato alla protezione delle Task force di portaerei della Quinta Flotta/Terza Flotta, braccio operativo della Pacific Fleet.
Nel maggio del 1945 fu inviato nel più tranquillo teatro dell'Atlantico, per comandare una unità speciale che sperimentava nuove difese contro la minaccia dei kamikaze. Durante questa missione, morì il 25 agosto 1945 per un attacco di cuore.
Il cacciatorpediniere di classe Mitscher USS Willis A. Lee ha ricevuto il suo nome per onorarne la memoria.

## Famiglia
Willis Lee Jr. era un parente lontano del generale Robert Edward Lee, nonché il trisnipote del terzo procuratore generale degli Stati Uniti della storia, Charles Lee. Il 14 luglio 1919 si sposò con Mabelle Allen Elspeth (1894-1949), che non gli diede figli.